# Evangelisches Krankenhaus Oldenburg
Das Evangelische Krankenhaus Oldenburg mit Sitz in Oldenburg, Niedersachsen, wurde 1890 gegründet.

## Trägerschaft
Trägerin ist die Evangelische Krankenhausstiftung Oldenburg, der die Evangelisch-lutherische Kirchengemeinde Oldenburg, das Diakonische Werk der Evangelisch-lutherischen Kirche Oldenburg und der Evangelisch-lutherische Oberkirchenrat Oldenburg angehören.

## Leitungsgremien
Die Leitung des Evangelischen Krankenhauses obliegt dem Vorstand. Ein Krankenhausdirektorium koordiniert das operative Tagesgeschäft. Der Aufsichtsrat wirkt als Kontroll- und Beratungsorgan des Vorstandes.

## Geschichte
Das Evangelische Krankenhaus Oldenburg entstand 1890 auf Betreiben von Johann Bernhard August Pralle (1824–1896), der damals Hauptpastor an der Lambertikirche in Oldenburg war. Evangelischen Kranken, die ihren Hausarzt beibehalten wollten, stand bis dahin in Oldenburg nur das katholische Pius-Hospital zur stationären Behandlung offen; das Peter Friedrich Ludwigs Hospital erlaubte damals noch keine freie Arztwahl.

## Profil
Das Evangelische Krankenhaus Oldenburg versorgt jährlich ambulant und stationär mit über 1850 Mitarbeitenden rund 70.000 Patienten.
Seit 2012 ist das Krankenhaus mit seinen drei Universitätskliniken (Hals-Nasen-Ohren-Heilkunde, Neurologie und Neurochirurgie) Teil der Universitätsmedizin Oldenburg der Carl von Ossietzky Universität Oldenburg.
Das Evangelische Krankenhaus Oldenburg ist als Überregionales Traumazentrum (ÜTZ) im Traumanetzwerk Oldenburg-Ostfriesland zertifiziert.
Zugeordnet ist dem Krankenhaus das „Medizinische Versorgungszentrum am Evangelischen Krankenhaus Oldenburg gGmbH“ (MEVO), dessen Trägerin ebenfalls die Evangelische Krankenhausstiftung Oldenburg ist. Das Stammkapital beträgt € 25.000,00. Das MEVO ist auf einzelne Fachgebiete spezialisiert.